# Banco Wiese Ltdo.
El Banco Wiese Ltdo. fue un banco peruano que existió desde 1943 hasta el 2006 cuando fue integrado al Scotiabank.

## Historia
Fue fundado por un grupo de empresarios peruanos, liderados por Augusto N. Wiese, el 1 de marzo de 1943. Su primera sede estuvo ubicado en el jirón Miró Quesada del centro de Lima y formó parte del Grupo Wiese. Operó exclusivamente en la ciudad de Lima hasta los años 1990 cuando inició su descentralización con la apertura de sucursales en distintas ciudades del Perú llegando a ser considerado como el segundo banco del sistema financiero peruano. El 6 de diciembre de 1963 inauguró su sede principal en la avenida Emancipación entre los jirones Lampa y Carabaya del centro de Lima con la presencia del entonces Presidente del Perú Fernando Belaúnde Terry.
En 1994 fue el primer banco peruano en cotizar sus acciones en las bolsas de Nueva York y de Londres. En 1998, el Banco Wiesse se fusionaría con el Banco de Lima Sudameris, cuya formación fue el efímero Banco Wiese Sudameris que desapareció en el 2006. Previamente a su desaparición, el Banco Wiese desarrolló la estrategia Creceahorro (2003), que generó controversia en 2004 por la inclusión de cláusulas consideradas abusivas.
A pesar de los intentos de negar su quiebra, en el año 2005 el Banco Wiese Sudameris fue adquirido por la canadiense Scotiabank y en el año 2006, tanto el Banco Wiese como el Banco Sudamericano (que también había sido adquirido por Scotiabank) se integraron bajo la razón social Scotiabank Perú.